# 三座门 (北京故宫)
三座门，位于紫禁城东华门内过内金水河迤北。

## 简介
三座门本是三座随墙门的简称。明朝及清朝皇家建筑中，随墙门多设有门楼，用琉璃进行装饰，既精美又华贵。紫禁城内，如皇极门、顺贞门等等，均为此类的三座门。
紫禁城东华门内过内金水河迤北，也有随墙琉璃门三座，明朝称为“前星门”。清朝，另辟毓庆宫南门，称“前星门”，此门遂改称“三座门”。
三座门以南，东西流向的内金水河上，有并排三座石拱桥，俗称前星门前三座桥。桥为南北向。桥北即正对三座门。